# Compsibidion meridionale
Compsibidion meridionale là một loài bọ cánh cứng trong họ Cerambycidae.